# A Romance in Flanders
A Romance in Flanders é um filme de drama britânico de 1937, dirigido por Maurice Elvey e estrelado por Paul Cavanagh, Marcelle Chantal, Olga Lindo e Alastair Sim. Passa-se durante a Primeira Guerra Mundial, com a Força Expedicionária Britânica em Flandres. Também foi lançado como Lost on the Western Front.

## Elenco
- Paul Cavanagh – John Morley
- Marcelle Chantal – Yvonne Berry
- Garry Marsh – Rodd Berry
- Olga Lindo – Madame Vlandermaere
- Alastair Sim – Coronel Wexford
- Evelyn Roberts – Capitão Stanford
- Kynaston Reeves – Major Burke
- Arthur Hambling – Coronel Kennedy
- C. Denier Warren – Bill Johnson
- Frank Atkinson – Joe Stuggins